# Argyrotome mexicaria
Argyrotome mexicaria là một loài bướm đêm trong họ Geometridae.